# The Eminem Show
The Eminem Show je četvrti studijski album američkog repera Eminema. Album je izašao na tržište 26. svibnja 2002. preko Aftermath Entertainmenta, Shady Recordsa i Interscope Recordsa. Produciran je u suradnji s Jeffom Bassom i Dr. Dreom, a u pjesmama se pojavljuju Obie Trice, D12, Nate Dogg i Eminemova kćer Hailie Jade Mathers. 
U albumu se pojavljuje intenzivnije korištenje rap-rocka iz Eminemovih prethodnih albuma, a njegove teme pretežno se temelje na Eminemovoj istaknutosti u hip-hop kulturi, kao i njegovim ambivalentnim mislima o slavi. Na albumu se nalaze i politički komentari o Sjedinjenim Američkim Državama, uključujući reference o napadima 11. rujna, Osami bin Ladenu, Ratu protiv terorizma, predsjedniku Georgeu W. Bushu, Lynneu Cheneyju i Tipperu Goreu. Zbog manje satiričnog i liričnog pristupa s faktorima šoka, The Eminem Show smatran je najosobnijim Eminemovim albumom u to vrijeme i korak unatrag od njegovog alter-ega Slima Shadyja.
Široko smatran najtraženijim albumom 2002. godine, The Eminem Show debitirao je na prvom mjestu Billboard 200 ljestvice, gdje je ostao šest uzastopnih tjedana. Prodano je preko 1,3 milijuna primjeraka u drugom tjednu nakon njegova izlaska u SAD-u, a pet tjedana zaredom bio je i na vrhu britanske ljestvice albuma. U albumu se nalaze četiri komercijalno uspješna singla: Without Me, Cleanin' Out My Closet, Superman i Sing for the moment. Album je naišao na pozitivne kritike, uz pohvale upućene Eminemovoj zreloj, introspektivnoj lirici i eksperimentalnoj produkciji albuma.[nedostaje izvor]
The Eminem Show bio je najprodavaniji album 2002. godine ne samo u Sjedinjenim Američkim Državama, već i u ostatku svijeta. Udruženje diskografske industrije Amerike (RIAA) dodijelio je albumu certifikaciju Diamond, a njegova svjetska prodaja od 27 milijuna primjeraka čini ga jednim od najprodavanijih albuma svih vremena i trećim najprodavanijim albumom 21. stoljeća. Na dodjeli nagrada Grammy 2003. godine nominiran je za album godine i osvojio je nagradu za najbolji rap album dok je pjesma Without Me osvojila nagradu za najbolji glazbeni video. Blender, Muzik i LAUNCH proglasili su ga najboljim albumom 2002. godine, a nekoliko publikacija proglasilo ga je najboljim albumom 2000-ih. 

## Popis pjesma
1. Curtains Up (skit) – 0:37
2. White America – 5:24
3. Business – 4:11
4. Cleanin' Out My Closet – 4:57
5. Square Dance – 5:23
6. The Kiss (skit) – 1:15
7. Soldier – 3:46
8. Say Goodbye Hollywood – 4:32
9. Drips (s Obie Triceom) – 4:45
10. Without Me – 4:50
11. Paul Rosenberg (skit) – 0:22
12. Sing For The Moment – 5:39
13. Superman (s Dinom Rae) – 5:50
14. Hailie's Song – 5:20
15. Steve Berman (skit) – 0:33
16. When The Music Stops (s D12) – 4:29
17. Say What You Say (s Dr. Dreom) – 5:09
18. Till' I Colapse (s Nate Doggom) – 4:57
19. My Dad's Gone Crazy (s Hailie Jade Mathers) – 4:27
20. Curtains Close (skit) – 1:01